# Annie Award
I premi Annie (Annie Awards) sono un riconoscimento cinematografico dedicato al campo dell'animazione, conferito ogni anno dai membri della ASIFA-Hollywood (la sezione di Hollywood della "Association Internationale du Film d'Animation").
Nati nel 1972 per riconoscere il contributo degli artisti americani al mondo dell'animazione, nel 1992 sono diventati una vera e propria cerimonia di premiazione sullo stile dei premi Oscar, aggiungendo ai riconoscimenti individuali anche categorie più generali, come quella del "Miglior lungometraggio d'animazione".

## Storia
L'idea di dedicare un premio all'animazione venne all'attrice June Forey (voce di molti personaggi dei cartoni animati) nel 1972. L'occasione era quella di riconoscere il merito di uno dei più grandi animatori americani, Max Fleischer, morto in quell'anno.
Il nome "Annie" fu proposto dal marito di June Forey. È un semplice diminutivo della parola animation ("animazione").
Il trofeo che rappresenta gli Annie Award fu introdotto nella seconda edizione del premio. È in ottone e ha la forma di uno zootropio, simbolo delle origini dell'animazione e del cinema.

### Controversie
Nell'agosto del 2010, Ed Catmull, presidente dei Walt Disney Animation Studios, dichiarò che la compagnia non avrebbe sottoposto nessuna delle proprie opere prodotte durante il 2010 per gli Annie Award, a causa delle farraginose regole del premio. L'episodio che innescò la controversia è da farsi risalire alla vittoria schiacciante di Kung Fu Panda nel 2008, a discapito di WALL•E, che avrebbe in seguito vinto l'Oscar al miglior lungometraggio d'animazione. L'edizione del 2008 mostrò il sistema fallace degli Annie, il cui regolamento prevedeva che potesse votare chiunque fosse iscritto come membro all'ASIFA-Hollywood, la sezione di Hollywood della "Association Internationale du Film d'Animation" che regola le premiazioni, professionista del settore o semplice appassionato. Jeffrey Katzenberg, a capo della DreamWorks Animation, aveva offerto l'iscrizione all'ASIFA a tutti i suoi dipendenti e, in seguito, la incluse nel pacchetto di benvenuto ai nuovi assunti. Così facendo, Kung Fu Panda vinse undici premi sulle sedici candidature. Le lamentele degli addetti ai lavori costrinse gli organizzatori dell'Annie a rivedere le modalità di premiazione.
L'ASIFA modificò il regolamento nel 2009 e impose che solo i professionisti potessero votare, pur mantenendo le categorie produttive, come quella al miglior lungometraggio, aperte al voto di studenti d'animazione e appassionati. L'anno successivo fu decretato che solo i professionisti del settore iscritti all'associazione, e approvati da un comitato supervisore, potessero eleggere il vincitore. Catmull, insoddisfatto dei cambiamenti apportati, chiese la presenza di un consiglio formato dai vari studi d'animazione che potesse suggerire ulteriori cambiamenti nel regolamento degli Annie. L'ASIFA respinse le richieste di Catmull e la Disney, per tutta risposta, decise di non sottoporre nessuna delle proprie opere come contendenti per l'Annie Award del 2011. I singoli artisti potevano comunque presentare i propri lavori allo stesso modo in cui il comitato supervisore poteva nominare opere giudicate meritevoli.
Toy Story 3, infatti, ricevette tre candidature e un'ulteriore nomination venne assegnata al cortometraggio Quando il giorno incontra la notte. A spopolare fu nuovamente la DreamWorks, che, grazie alla presenza massiccia di proprio dipendenti all'interno dell'ASIFA, circa il 40% del totale, ottenne sei candidature per Megamind, cinque per Shrek e vissero felici e contenti e sedici per Dragon Trainer. Quest'ultima pellicola vinse dieci premi, tra cui quelli per miglior sceneggiatura, miglior regia e miglior film. Nessuna personalità Disney/Pixar nominata per un premio presenziò alla cerimonia e la vittoria di Dragon Trainer suscitò uno scalpore pari a quello dell'edizione del 2008. Per molti critici, i premi Annie persero gran parte delle loro credibilità nel settore dei premi cinematografici.

## Categorie premiate

### Premi alle produzioni
- Miglior film d'animazione (Best Animated Feature)
- Miglior special d'animazione (Best Animated Special Production)
- Miglior cortometraggio d'animazione (Best Animated Short Subject)
- Miglior spot televisivo animato (Best Animated TV/Broadcast Commercial)
- Miglior produzione televisiva d'animazione per bambini in età prescolare (Best General Audience Animated TV/Broadcast Production For Preschool Children)
- Miglior produzione televisiva d'animazione per bambini (Best Animated TV/Broadcast Production For Children's Audience)
- Miglior produzione televisiva d'animazione generale (Best General Audience Animated TV/Broadcast Production)
- Miglior film d'animazione indipendente (Best Animated Feature - Independent)
- Miglior film studentesco (Best Student Film)

### Premi individuali

#### Per i lungometraggi d'animazione
- Migliori effetti animati in un film d'animazione (Outstanding Achievement, Animated Effects in an Animated Production)
- Migliori effetti animati in un film live-action (Outstanding Achievement, Animated Effects in a Live Action Production)
- Miglior animazione dei personaggi in un film d'animazione (Outstanding Achievement, Character Animation in a Feature Production)
- Miglior animazione dei personaggi in un film live-action (Outstanding Achievement, Character Animation in a Live Action Production)
- Miglior character design in un film d'animazione (Outstanding Achievement, Character Design in an Animated Feature Production)
- Miglior regia in un film d'animazione (Outstanding Achievement, Directing in an Animated Feature Production)
- Miglior colonna sonora in un film d'animazione (Outstanding Achievement, Music in an Animated Feature Production)
- Miglior scenografia in un film d'animazione (Outstanding Achievement, Production Design in an Animated Feature Production)
- Miglior storyboarding in un film d'animazione (Outstanding Achievement, Storyboarding in an Animated Feature Production)
- Miglior voce in un film d'animazione (Outstanding Achievement, Voice Acting in an Animated Feature Production)
- Miglior sceneggiatura in un film d'animazione (Outstanding Achievement, Writing in an Animated Feature Production)
- Miglior montaggio in un film d'animazione (Outstanding Achievement, Editorial in an Animated Feature Production)

#### Per le produzioni televisive d'animazione
- Miglior animazione dei personaggi in una produzione televisiva d'animazione (Outstanding Achievement, Character Animation in an Animated Television/Broadcast Production)
- Miglior character design in una produzione televisiva d'animazione (Outstanding Achievement, Character Design in an Animated TV/Broadcast Production)
- Miglior regia in una produzione televisiva d'animazione (Outstanding Achievement, Directing in an Animated TV/Broadcast Production)
- Miglior colonna sonora in una produzione televisiva d'animazione (Outstanding Achievement, Music in an Animated TV/Broadcast Production)
- Miglior scenografia in una produzione televisiva d'animazione (Outstanding Achievement, Production Design in an Animated TV/Broadcast Production)
- Miglior storyboarding in una produzione televisiva d'animazione (Outstanding Achievement, Storyboarding in an Animated TV/Broadcast Production)
- Miglior voce in una produzione televisiva d'animazione (Outstanding Achievement, Voice Acting in an Animated TV/Broadcast Production)
- Miglior sceneggiatura in una produzione televisiva d'animazione (Outstanding Achievement, Writing in an Animated TV/Broadcast Production)
- Miglior montaggio in una produzione televisiva d'animazione (Outstanding Achievement, Editorial in an Animated TV/Broadcast Production)

#### Per i video game
- Miglior animazione dei personaggi in un video game (Outstanding Achievement, Character Animation in a Video Game)

### Premi della Giuria
- Winsor McCay Award
Premio alla carriera per i contributi nell'arte dell'animazione
- June Foray Award
Premio per l'impatto significativo e benefico nell'arte e l'industria dell'animazione
- Ub Iwerks Award
Conseguimenti tecnici
- Special Achievement in Animation
- Certificato di merito

## Vincitori principali

### Albo d'oro
| Anno | Edizione | Miglior lungometraggio d'animazione                    | Miglior cortometraggio d'animazione         | Miglior produzione televisiva d'animazione generale |
| ---- | -------- | ------------------------------------------------------ | ------------------------------------------- | --------------------------------------------------- |
| 1992 | 20ª      | La bella e la bestia                                   | -                                           | I Simpson                                           |
| 1993 | 21ª      | Aladdin                                                | -                                           | I Simpson                                           |
| 1994 | 22ª      | Il re leone                                            | -                                           | I Simpson                                           |
| 1995 | 23ª      | Pocahontas                                             | Il laboratorio di Dexter (episodio Changes) | I Simpson                                           |
| 1996 | 24ª      | Toy Story - Il mondo dei giocattoli                    | Mucca e Pollo (episodio No smoking)         | I Simpson                                           |
| 1997 | 25ª      | Cats Don't Dance                                       | I Miss You (video musicale di Björk)        | I Simpson                                           |
| 1998 | 26ª      | Mulan                                                  | Il gioco di Geri                            | I Simpson                                           |
| 1999 | 27ª      | Il gigante di ferro                                    | Bunny                                       | I Simpson                                           |
| 2000 | 28ª      | Toy Story 2 - Woody e Buzz alla riscossa               | Pennuti spennati                            | I Simpson                                           |
| 2001 | 29ª      | Shrek                                                  | Hubert's Brain                              | I Simpson                                           |
| 2003 | 30ª      | La città incantata                                     | The Story of The Tortoise & the Hare        | I Simpson                                           |
| 2004 | 31ª      | Alla ricerca di Nemo                                   | L'agnello rimbalzello                       | I Simpson                                           |
| 2005 | 32ª      | Gli Incredibili - Una "normale" famiglia di supereroi  | Lorenzo                                     | SpongeBob                                           |
| 2006 | 33ª      | Wallace & Gromit - La maledizione del coniglio mannaro | The Fan and The Flower                      | Star Wars: Clone Wars                               |
| 2007 | 34ª      | Cars - Motori ruggenti                                 | Una ghianda è per sempre                    | Gli amici immaginari di casa Foster                 |
| 2008 | 35ª      | Ratatouille                                            | Il tuo amico topo                           | Interviste mai viste                                |
| 2009 | 36ª      | Kung Fu Panda                                          | Questione di pane o di morte                | Robot Chicken: Star Wars Episode II                 |
| 2010 | 37ª      | Up                                                     | Robot Chicken: Star Wars 2.5                | Lanny & Wayne - Missione Natale                     |
| 2011 | 38ª      | Dragon Trainer                                         | Quando il giorno incontra la notte          | Futurama                                            |
| 2012 | 39ª      | Rango                                                  | Adam and Dog                                | I Simpson                                           |
| 2013 | 40ª      | Ralph Spaccatutto                                      | Paperman                                    | Robot Chicken DC Comics Special                     |
| 2014 | 41ª      | Frozen - Il regno di ghiaccio                          | Tutti in scena!                             | Futurama                                            |
| 2015 | 42ª      | Dragon Trainer 2                                       | Winston                                     | I Simpson                                           |
| 2016 | 43ª      | Inside Out                                             | World of Tomorrow                           | I Simpson                                           |
| 2017 | 44ª      | Zootropolis                                            | Piper                                       | Bob's Burgers                                       |
| 2018 | 45ª      | Coco                                                   |                                             |                                                     |
| 2019 | 46ª      | Spider-Man - Un nuovo universo                         |                                             |                                                     |
| 2020 | 47ª      | Klaus - I segreti del Natale                           |                                             |                                                     |
| 2021 | 48ª      | Soul                                                   |                                             |                                                     |
| 2022 | 49ª      | I Mitchell contro le macchine                          |                                             |                                                     |
| 2023 | 50ª      | Pinocchio di Guillermo del Toro                        |                                             |                                                     |
| 2024 | 51ª      | Spider-Man: Across the Spider-Verse                    |                                             |                                                     |

### Film più premiati
| Anno | Titolo                                                 | Vittorie | Nomination |
| ---- | ------------------------------------------------------ | -------- | ---------- |
| 2018 | Coco                                                   | 11       | 13         |
| 2011 | Dragon Trainer                                         | 10       | 16         |
| 2005 | Gli Incredibili - Una "normale" famiglia di supereroi  | 10       | 16         |
| 2009 | Kung Fu Panda                                          | 10       | 16         |
| 2016 | Inside Out                                             | 10       | 14         |
| 1998 | Mulan                                                  | 10       | 12         |
| 2006 | Wallace & Gromit - La maledizione del coniglio mannaro | 10       | 15         |
| 2004 | Alla ricerca di Nemo                                   | 9        | 12         |
| 1999 | Il gigante di ferro                                    | 9        | 15         |
| 2008 | Ratatouille                                            | 9        | 13         |
| 2001 | Shrek                                                  | 8        | 12         |
| 1995 | Toy Story - Il mondo dei giocattoli                    | 8        | 9          |

### Produzioni televisive più premiate
| Titolo                              | Vittorie | Nomination |
| ----------------------------------- | -------- | ---------- |
| I Simpson                           | 30       | 48         |
| Futurama                            | 9        | 21         |
| Arcane                              | 9        | 9          |
| Samurai Jack                        | 6        | 10         |
| SpongeBob                           | 6        | 17         |
| Avatar - La leggenda di Aang        | 5        | 7          |
| Gli amici immaginari di casa Foster | 5        | 20         |
| Kung Fu Panda Holiday               | 5        | 7          |
| Pinky and the Brain                 | 5        | 10         |